# Vespertilioninae
Sous-famille
Les Vespertilioninae est une sous-famille de chauves-souris. Les genres Cistugo, Lasionycteris et Myotis sont parfois placés dans leur propre sous-famille, celle des Myotinae.

## Liste des genres
Selon ITIS (1er juillet 2016) :
- Tribu Eptesicini Volleth and Heller, 1994
  - Arielulus Hill and Harrison, 1987
  - Eptesicus Rafinesque, 1820 — sérotines
  - Hesperoptenus Peters, 1868
- Tribu Lasiurini Tate, 1942
  - Lasiurus Gray, 1831
- Tribu Nycticeiini Gervais, 1855 
  - Glauconycteris Dobson, 1875
  - Niumbaha Reeder, Helgen, Vodzak, Lunde and Ejotre, 2013
  - Nycticeinops Hill and Harrison, 1987
  - Nycticeius Rafinesque, 1819 – evening bats
  - Rhogeessa H. Allen, 1866
  - Scoteanax Troughton, 1943
  - Scotoecus Thomas, 1901
  - Scotomanes Dobson, 1875
  - Scotophilus Leach, 1821
  - Scotorepens Troughton, 1943
- Tribu Nyctophilini Peters, 1865
  - Nyctophilus Leach, 1821
  - Pharotis Thomas, 1914
- Tribu Pipistrellini Tate, 1942  
  - Glischropus Dobson, 1875
  - Nyctalus Bowditch, 1825 — noctules
  - Parastrellus Hoofer, Van Den Bussche and Horácek, 2006
  - Perimyotis Menu, 1984
  - Pipistrellus Kaup, 1829 – pipistrelles
  - Scotozous Dobson, 1875
- Tribu Plecotini Gray, 1866
  - Barbastella Gray, 1821  — barbastelles
  - Corynorhinus H. Allen, 1865
  - Euderma H. Allen, 1892 — oreillards
  - Idionycteris Anthony, 1923
  - Otonycteris Peters, 1859
  - Plecotus E. Geoffroy, 1818 — oreillards
- Tribu Vespertilionini Gray, 1821 (janvier 2025)[2]
  - Afronycteris Monadjem, Patterson & Demos, 2020
  - Cassistrellus Eger, Lim & Csorba, 2017
  - Chalinolobus Peters, 1867
  - Falsistrellus Troughton, 1943
  - Hypsugo Kolenati, 1856
  - Laephotis Thomas, 1901 
  - Mimetillus Thomas, 1904
  - Mirostrellus Görföl, Kruskop, Tu, Estók, Son & Csorba, 2020
  - Neoromicia Roberts, 1926
  - Nycticeinops Hill & Harrison, 1987
  - Nyctophilus Leach, 1821
  - Pharotis Thomas, 1914
  - Philetor Thomas, 1902
  - Pseudoromicia Monadjem, Patterson, Webala & Demos, 2020
  - Tylonycteris Peters, 1872
  - Vespadelus Troughton, 1943
  - Vespertilio Linnaeus, 1758